# Antic cementiri de Lloberola
L'Antic cementiri de Lloberola és una obra al poble de Lloberola, del municipi de Biosca (Solsonès) inclosa en l'Inventari del Patrimoni Arquitectònic de Catalunya.

## Descripció
L'antic cementiri conserva diversos nínxols encastats al mur i dos interessants sarcòfags esculpits amb decoracions geomètriques i nobiliàries força malmeses, que eren propietat de la família Sacicera de Cervera del segle xiv. Els dos sarcòfags estan encabits dins del mur, dins arcs de mig punt.
El primer, a l'esquerra, és de pedra de marès i es recolza sobre sis peus, a manera de petites columnetes de base cilíndrica. El vas té esculpits en alt relleu a la cara frontal dos escuts i al mig una creu de planta grega, així com una inscripció molt erosionada. La tapa és de secció triangular amb una sanefa de fulles i nusos que la decoren i cinc escuts com els del vas de la cara frontal.
El segon és realitzat en pedra de sauló, molt erosionat a causa dels fenòmens atmosfèrics. El vas té una sanefa que l'emmarca a la cara frontal, dos escuts per banda semblants als de l'altre sarcòfag i una flor central. La tapa és de secció triangular amb bisell i ja no se li veu la decoració. El nínxol de més a la dreta, té arc conopial. Al cementiri hi ha altres tombes més modernes.
A la porta del cementiri hi ha una llinda de marès on es pot llegir la següent llegenda: MORS MORTIS / MORTI MORTEM / MORTE DEDIT